# Piłka siatkowa na Igrzyskach Panamerykańskich 2019
Turniej piłki siatkowej na Igrzyskach Panamerykańskich 2019 został rozegrany w dniach 31 lipca – 11 sierpnia 2019. Do rozdania były dwa komplety medali, po jednym w turnieju dla mężczyzn i kobiet. W turnieju męskim jak i żeńskim wystartowało po 8 narodowych reprezentacji. W turnieju mężczyzn triumfowała reprezentacja Argentyny, a u kobiet reprezentacja Dominikany.

## Harmonogram zawodów
Zawody rozgrywano w dniach 31 lipca – 11 sierpnia 2019. Jako pierwszy rozegrano turniej żeński, a następnie męski.
| Październik | 31 | 1 | 2 | 3 | 4 | 5 | 6 | 7 | 8 | 9 | 10 | 11 |
| ----------- | -- | - | - | - | - | - | - | - | - | - | -- | -- |
| mężczyźni   |    |   |   |   | F |   |   |   |   |   |    |    |
| kobiety     |    |   |   |   |   |   |   |   |   |   |    | F  |

|  | Faza grupowa |  | Ćwierćfinały |  | Półfinały | F | Finał |

## Podsumowanie

### Klasyfikacja medalowa
| Klasyfikacja medalowa | Klasyfikacja medalowa | Klasyfikacja medalowa | Klasyfikacja medalowa | Klasyfikacja medalowa | Klasyfikacja medalowa |
| Miejsce               | Państwo               | Złoto                 | Srebro                | Brąz                  | Razem                 |
| --------------------- | --------------------- | --------------------- | --------------------- | --------------------- | --------------------- |
| 1                     | Argentyna             | 1                     | 0                     | 1                     | 2                     |
| 1                     | Dominikana            | 1                     | 0                     | 0                     | 1                     |
| 2                     | Kolumbia              | 0                     | 1                     | 0                     | 1                     |
| 2                     | Kuba                  | 0                     | 1                     | 0                     | 1                     |
| 3                     | Brazylia              | 0                     | 0                     | 1                     | 1                     |
| Razem                 | Razem                 | 2                     | 2                     | 2                     | 6                     |

### Medaliści
| Konkurencja:                | Złoto:     | Srebro:  | Brąz:     |
| Mężczyźni                   |            |          |           |
| Turniej drużynowy szczegóły | Argentyna  | Kuba     | Brazylia  |
| Kobiety                     |            |          |           |
| Turniej drużynowy szczegóły | Dominikana | Kolumbia | Argentyna |